# Muzeum 26 męczenników w Nagasaki
Muzeum Dwudziestu Sześciu Męczenników (jap. 日本二十六聖人記念館 Nihon Nijūroku Seijin Kinenkan) – kompleks muzealny w Nagasaki, w Japonii. Składa się z muzeum, pomnika i kościoła-sanktuarium.
Kompleks muzealny został zbudowany na wzgórzu Nishizaka w Nagasaki i otwarty 10 czerwca 1962 w setną rocznicę kanonizowania przez Kościół rzymskokatolicki 26 męczenników straconych na tym miejscu przez ukrzyżowanie 5 lutego 1597 z powodu głoszenia chrześcijaństwa. Wśród nich było 20 Japończyków i 6 cudzoziemskich księży. 
Kompleks muzealny składa się z:
|  | Nazwa                            | Opis |
|  | -------------------------------- | --- |
|  | Muzeum 26 męczenników z Nagasaki | Zaprojektowane przez architekta Kenji Imai. Muzeum w swoich zbiorach zawiera m.in. eksponaty z historii wczesnego chrześcijaństwa w Japonii, zwłaszcza z okresu prześladowań od XVII do połowy XIX wieku, związanego z "ukrytymi chrześcijanami" (kakure-kirishitan), np. wizerunki fumi-e, przeznaczone do wykrywania wyznawców katolicyzmu, posążki Maryi pod postacią bóstwa Kannon itp. Są także eksponaty z Europy, np. oryginalne listy św. Franciszka Ksawerego. |
|  | Pomnik 26 męczenników            | Nihon Nijūroku Seijin Kinenhi (jap. 日本二十六聖人記念碑), projektu rzeźbiarza Yasutake Funakoshi (1912–2002). Jest to brązowa płaskorzeźba przedstawiająca postacie męczenników. |
|  | Kościół-sanktuarium              | Kinen Seidō (jap. 記念聖堂) (Katedra Pamięci) pod wezwaniem św. Filipa de las Casas, zwanym też kościołem Nishizaka. Zaprojektowany przez Kenji Imai i konsekrowany w 1962. Od kwietnia 2002 jest to sanktuarium, a od 2012 narodowe japońskie miejsce pielgrzymkowe. Ołtarz ozdobiony jest motywem kwiatu śliwy, która w Japonii kwitnie w lutym, w miesiącu męczeństwa.                                                                                               |